# Louise Witzig
Louise Witzig (* 1901 in Winterthur; † 1969 ebenda) war eine Schweizer Fotografin, Trachten-, Volkstanz- und  Brauchtumsforscherin.

## Leben
Ihr Vater war ein ortsansässiger Rechtsanwalt, ihre Mutter stammte aus dem Neuenburger Jura. Bereits in der Kantonsschule wurde sie beeinflusst und gefördert vom Literatur- und Musikwissenschaftler Rudolf Hunziker. Ernst Laur, Obmann der Schweizerischen Trachtenvereinigung, entdeckte sie 1928 an der SAFFA. Sie erhielt eine Anstellung im Sekretariat des Zentralverbands, dessen Leitung sie 1932 übernahm. Gemeinsam mit Alfred Stern und Ingeborg Baer-Grau publizierte sie 1939 das Büchlein 12 Schweizer Tänze. Schweizerische Tanzweisen, gesetzt für zwei Melodieinstrumente und Akkordbegleitung im Stegreif. Mit Tanzanweisungen. Es folgten zahlreiche weitere Publikationen. Fortan organisierte und leitete sie Volkstanztreffen und begleitete Schweizer Tanzgruppen, die an internationalen Festivals teilnahmen. Bis 1962 leitete sie zusammen mit Alfred Stern und Ingeborg Baer-Grau Sing- und Volkstanzwochen.
Sie war Vorstandsmitglied im International Folk Music Council ab 1947.

## Publikationen
- mit Alfred und Klara Stern, Ingeborg Baer-Grau: 12 Schweizer Tänze. Schweizerische Tanzweisen, gesetzt für zwei Melodieinstrumente und Akkordbegleitung im Stegreif. Mit Tanzanweisungen. Zürich 1939.
- mit Alfred Stern: Volkstänze der Schweiz. Heft 1: Grundschritte – Paartänze – 12 Tanzweisen. Zürich 1952, 2. Auflage.
- Volkstänze der Schweiz. Heft 2: Volkstänze der alemannischen Schweiz. Zürich 1950.
- Schweizer Trachtenbuch. Mit 60 Farbtafeln und 200 Schwarzweiss-Abbildungen. Zürich 1954, 279 Seiten.[5]